# مارسيا فودج
مارسيا لويز فودج (بالإنجليزية: Marcia Louise Fudge)‏ هي سياسية ومحامية أمريكية من الحزب الديمقراطي ولدت في يوم 29 أكتوبر 1952 في مدينة كليفلاند في أوهايو. أكملت دراستها في جامعة ولاية أوهايو. أصبحت عضوة في مجلس النواب الأمريكي في سنة 2007 حيث خلفت ستيفاني جونز. في سنة 2021 اختارها الرئيس الأمريكي جو بايدن لشغل منصب وزيرة الإسكان خلفاً لبن كارسون.